# CIRH1A
CIRH1A‏ (UTP4, small subunit processome component) هوَ بروتين يُشَفر بواسطة جين CIRH1A في الإنسان.